# 新麦草
新麦草（学名：Psathyrostachys juncea）是一种禾本科植物。这种植物产于中国新疆天山以北；此外，蒙古、美国、加拿大、苏联均有分布。